# 정보과학연구소

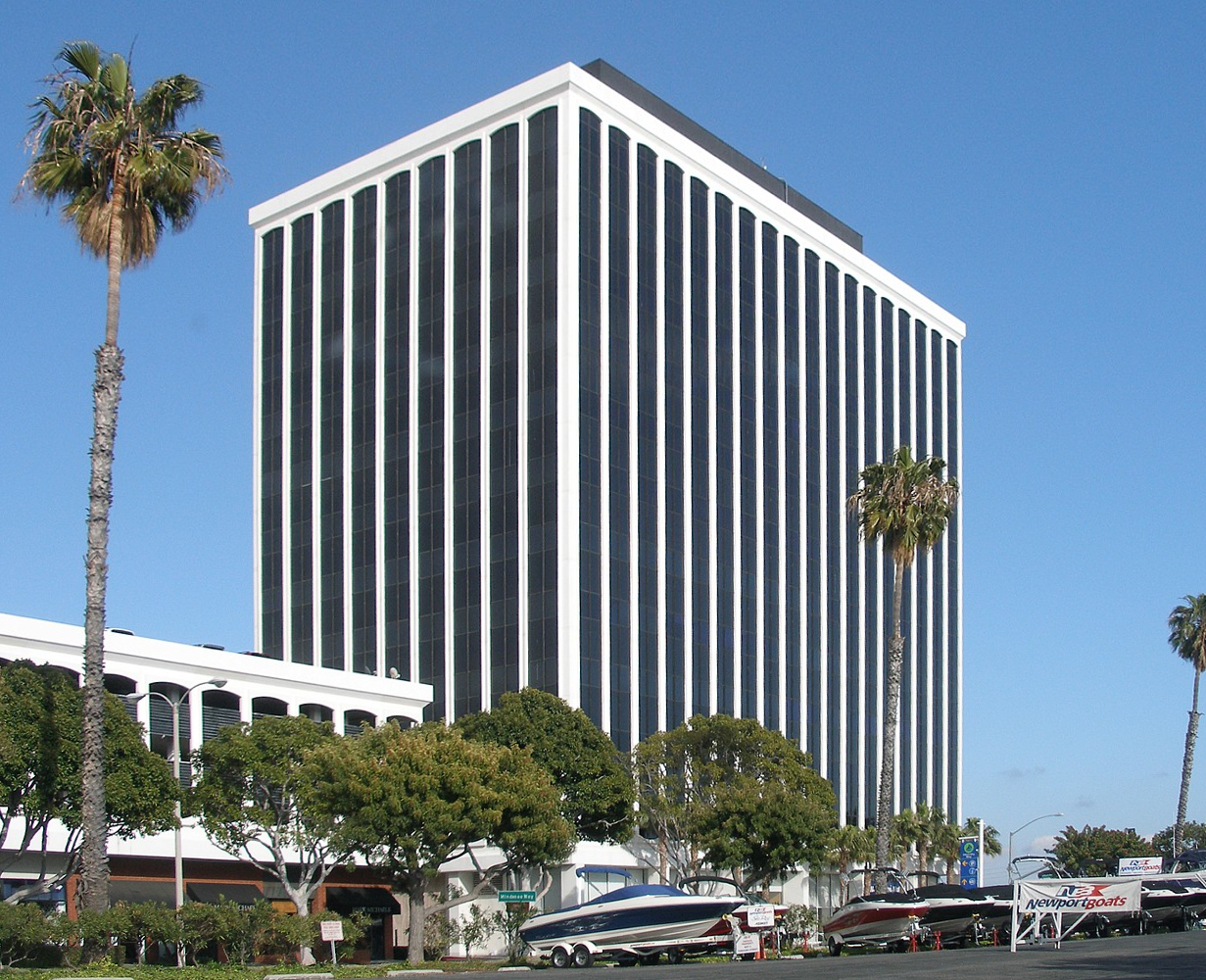
정보과학연구소의 외관

정보과학연구소(Information Sciences Institute) 또는 USC 정보과학연구소(ISI)는 서던캘리포니아 대학교(USC) 비터비 공과대학 소속으로, 정보 처리, 컴퓨팅 및 통신 기술 분야의 연구 개발을 전문으로 한다. 캘리포니아주 머리나델레이에 위치하고 있다.
ISI는 정보 혁명에 적극적으로 참여했으며, 초기 인터넷과 그 전신인 아파넷의 개발 및 관리에 주도적인 역할을 했다. 이 연구소는 국방, 과학, 보건, 국토안보, 에너지 및 기타 분야와 관련된 20개 이상의 미국 정부 기관의 지원을 받아 기초 및 응용 연구를 수행하고 있다. 연간 기금은 약 1억 달러이다.
ISI는 캘리포니아주 마리나델레이에 위치한 본사, 버지니아주 알링턴군, 매사추세츠주 보스턴에 약 400명의 연구 과학자, 연구 프로그래머, 대학원생 및 행정 직원을 두고 있다. 연구진의 약 절반은 박사 학위를 소지하고 있으며, 약 40명은 USC에서 강의하고 대학원생에게 지도하는 연구 교수이다. 여러 선임 연구원이 비터비 공과대학의 USC 종신 교수로 재직 중이다.